# Jagnje Božije i Zvijer iz bezdana
Jagnje Božije i Zvijer iz bezdana je zbornik radova prikupljenih sa teološko-filozofskog simpozijuma. Knjiga je objavljena 1996. godine i sadrži doprinose mnogih srpskih učenjaka i sveštenika, među kojima je i Radovan Karadžić. Knjigu je objavila Svetigora, izdavačka kuća mitropolije crnogorsko-primorske. Florijan Biber tvrdi da ova knjiga prvenstveno služi da opravda rat u Bosni i da posluži kao „filozofska“ opozicija antiratnoj literaturi objavljenoj u Jugoslaviji.
U knjizi se, osim u prilog odbrambenog i pravednog rata, govori i protiv „trulog mira“:
| „ | Truli mir ... upravo i jeste suština cjelokupnog novog svjetskog poretka, savremenog sekularizovanog usmjerenja evroameričke civilizacije. Takav mir u stvari nije mir već privid mira, zasnovan na otuđenju od izvora mira i pravde. Kao takav on će biti uvijek iznova uzrok stravičnih krvoprolića. | ” |

Amfilohije Radović je nastojao da razume svetog Petra Cetinjskog, koji je smirio zakrvljena crnogorska plemena, a vodio je borbu i sa vanjskim neprijateljima Turcima i Napoleonom. U radu o svetom Petru Cetinjskom govori se:
| „ | Dakle, sveti Petar Cetinjski rat prihvata kao nužnost, kao neminovnost. Pritom, opet podvlačim, on ne ratuje sebe radi, svoga samoljublja radi, nego je od onih koji je spreman da žrtvuje sebe za bližnje svoje, i za njihovo dobro, za odbranu onoga što je najsvetije za svakog čovjeka. | ” |

| „ | E tako, u tom kontekstu trebalo bi posmatrati njegovu ličnost, u kontekstu tog trojnog njegovog ratovanja: sa sobom samim, ratovanja za pobjedu dobra, mira, sloge među onima koji su mu povjereni, i u isto vrijeme za pobjedu mira i sloge i sa drugima, koliko je to do njega. Ali, ako je to nemoguće postići perom i riječju, onda se Sveti Petar prihvata i tog, tako da kažemo starozavjetnog, sveljudskog oružja, prihvata se rata, ne bi li tim putem pomogao trijumfu dobra, istine i istinske slobode u narodu i među narodima. | ” |